# Darling Darling
 (octobre 2016).
Si vous disposez d'ouvrages ou d'articles de référence ou si vous connaissez des sites web de qualité traitant du thème abordé ici, merci de compléter l'article en donnant les références utiles à sa vérifiabilité et en les liant à la section « Notes et références ».
Darling Darling est une chanson du groupe de rockabilly les Casse-pieds, écrite par Manu Layotte sortie en 1988,.

## Histoire
Sortie en 1988 sur le premier album studio du groupe la Mano Negra, Patchanka, elle apparaît ensuite sur l'album live In the Hell of Patchinko qui sort en décembre 1992. 
Ce titre figure ensuite dans le Best Of de la Mano Negra qui sort en 1998, dans une réédition du Best of de 2005 et, enfin, dans le DVD Mano Negra: Out of time également sorti en 2005.
On retrouve aussi le morceau dans l'album du groupe les Casse-pieds de 1990 Steak your Body, chez PEM Claude Martinez,,.

## Reprises
La chanson Darling Darling a été reprise par bon nombre de groupes dont la Mano Negra dès 1988.